# Bothia
Bothia is een geslacht van schimmels behorend tot de familie Boletaceae. De soort komt voor in Noord-Amerika. De typesoort is Bothia castanella.

## Soorten
Volgens Index Fungorum bevat het geslacht twee soorten (peildatum augustus 2023):
| Soortnaam          | Auteur(s)                                   | Publicatiejaar |
| ------------------ | ------------------------------------------- | -------------- |
| Bothia castanella  | (Peck) Halling, T.J. Baroni & Manfr. Binder | 2007           |
| Bothia fujianensis | N.K. Zeng & Zhu L. Yang                     | 2015           |